# Peppe Laurato
Giuseppe Laurato (Napoli, 13 gennaio 1978) è un cabarettista, comico e attore italiano.

## Biografia

### Gli inizi
Peppe Laurato debutta in teatro nel 1996 nel trio A testa in giù, insieme ad Alessandro Siani e Francesco Albanese. Più tardi, incontra Nando Mormone, attuale produttore dello show comico Made in Sud e dall'azienda Tunnel Tam, produttrice dello show. Giungerà a TeleGaribaldi (con Canale 9 - Teleoggi), dove insieme a Siani ed Albanese otterrà un notevole successo con I ragazzi della discoteca (Ivana, Tatore e Checco Lecco), uno sketch ove interpretava Ivana, una ragazza vestita di giallo, che impazzisce per Tatore (Siani).

### I Due x Duo
Alla fine del 1999 conosce Massimo Borrelli, con il quale formerà il duo comico Due x Duo; i due debutteranno ufficialmente il 31 dicembre 1999. I Due x Duo partecipano a diversi show, tra cui Colorado Cafè (Italia 1, 2009), il Premio della critica Bravo grazie (Rai 2), il Premio Massimo Troisi, fino ad approdare stabilmente a Made in Sud, nel 2013 entrambi partecipano al film Colpi di fortuna.
A Made in Sud interpretano due poliziotti imbranati, un irriverente strip cabaret (in cui Peppe rimprovera scherzosamente, quando una battuta non fa molto ridere al pubblico, Massimo accusandolo che quella battuta sia opera sua, quando in realtà è l'esatto contrario). L'ultimo pezzo portato in scena è stato quello de La Banda del Buco, ovvero due ladri che tentano un colpo da 100 milioni di euro che non portano mai a termine in quanto poco furbi e imbranati. Dopo pochi mesi, al debutto dell'ultimo sketch in scena, Massimo Borrelli muore, il 9 maggio 2016, dopo aver lottato sei mesi contro un tumore al pancreas.
Nel giugno 2017, in occasione del suo 44º compleanno, nasce l'associazione "Voglio il Massimo - Associazione Massimo Borrelli ONLUS", fondata dalla moglie, dalla sorella e dall'amico e compagno di palcoscenico, come da volontà di Massimo. Tale associazione ha l'obiettivo di aiutare tutti i malati di tumore al pancreas. Dopo la morte di Massimo Borrelli, Laurato si esibisce con spettacoli in cui spiega e fa riflettere sul valore di un sorriso e su ciò che gli ha insegnato Massimo nel corso della loro vita artistica. Tutt'oggi Peppe fa parte del cast di Made in Sud, ove interpreta, da solo o spesso accompagnato da Rosaria Miele (Miss'Illude), il "palestrato" Peppe Step con la sua miglior allieva.

### Laurato & Miele
A partire dalla stagione 2017, Laurato si esibisce a Made in Sud in coppia con Rosaria Miele, "Miss'Illude": nella stagione 2017 i due interpretano rispettivamente un palestrato (Peppe Step) e la sua migliore allieva (MissIllude), mentre dalla stagione 2019 i due si esibiscono in una parodia di Undressed (programma televisivo), intitolata ironicamente Ungrassed.